# 前峰子
前峰子，原寫為前峰仔，是臺灣高雄市岡山區的一個傳統地域名稱，位於該區北部。相較於今日行政區，其範圍大致包括潭底里、嘉峰里西半葉不含其南部。
本地區境內主要聚落為前峰、潭底。

## 歷史
台灣日治初期，前峰子地區為一街庄，稱為「前峰仔庄」（舊制街庄），隸屬於嘉祥外里。該庄昔日北與土庫庄為鄰，東與拕仔庄為鄰，南邊為五甲尾庄，西邊為三爺埤庄。
1901年（日治明治三十四年）11月11日，全台廢縣廳改設二十廳，該庄隸屬於鳳山廳。1904年（明治三十七年）5月3日，該庄編入「五甲尾區」，隸屬於鳳山廳。1909年（明治四十二年）10月25日，全台合併二十廳為十二廳，五甲尾區改隸屬於臺南廳。1920年（大正九年）10月1日，全台地方制度大改正，廢十二廳改設五州二廳，該庄改制並雅化為「前峰子」大字，隸屬於高雄州岡山郡岡山街（新制街庄）。
戰後岡山街改制為岡山鎮，隸屬於高雄縣，大字亦改制為里。1950年（民國39年）10月1日，高、屏分治，岡山鎮仍隸屬於高雄縣。2010年（民國99年）12月25日，高雄縣、市合併為直轄高雄市，岡山鎮改制為岡山區。

## 聚落
本地區發展較早的聚落為前峰、潭底、候欽（已消失），在日治初期的官方地圖上已有記載。

## 交通
國道1號又稱「中山高速公路」，是貫穿台灣西部的兩條縱向高速公路之一，經過本地區中部。最近的交流道在北側為南科高雄園區中山高聯絡道交會處的高科交流道（多利用該聯絡道與區道高7線交會處的匝道進出，經由該連絡道、高科交流道銜接國道1號）；在南側為市道186號交會處的岡山交流道。由此等可快速前往國道1號沿線各地。
省道台19甲線是鹽水至赤崁的幹道，經過本地區東部的前峰聚落。由該道路北行可前往阿蓮區、關廟區、新化區、新市區等地，南行可前往岡山區岡山市區、梓官區，並止於赤崁地區的區道高23線路口。
區道高14線是嘉興至水蛙潭的道路，經過本地區東南端。
區道高14-1線是潭底至山隙的道路，其西側端點（起點）位於本地區南部偏東邊界外不遠處的省道台19甲線路口，由此向北會經過本地區的潭底聚落。
區道高15線是田厝至大莊的道路，其北側端點（起點）位於本地區東北端的省道台19甲線路口。